# ليزلي فاينبرغ
ليزلي فاينبرغ (بالإنجليزية: Leslie Feinberg)‏‏ (1 سبتمبر 1949 في كانزاس سيتي، ميزوري - 15 نوفمبر 2014 في سيراكيوز، نيويورك) سياسي، ومؤلف، وروائي، وكاتب من الولايات المتحدة.

## الجوائز
- جائزة لامدا الأدبية

## روابط خارجية
- ليزلي فاينبرغ على موقع IMDb (الإنجليزية)